# Plaza de España (Roma)
La plaza de España (en italiano Piazza di Spagna) es una de las plazas más famosas de Roma. Toma su nombre del Palacio de España, sede de la embajada española ante la Santa Sede y ante la Orden de Malta. En la plaza destacan la conocida escalinata que sube hasta la iglesia de Trinità dei Monti y la barroca fuente de la Barcaza.

## La plaza

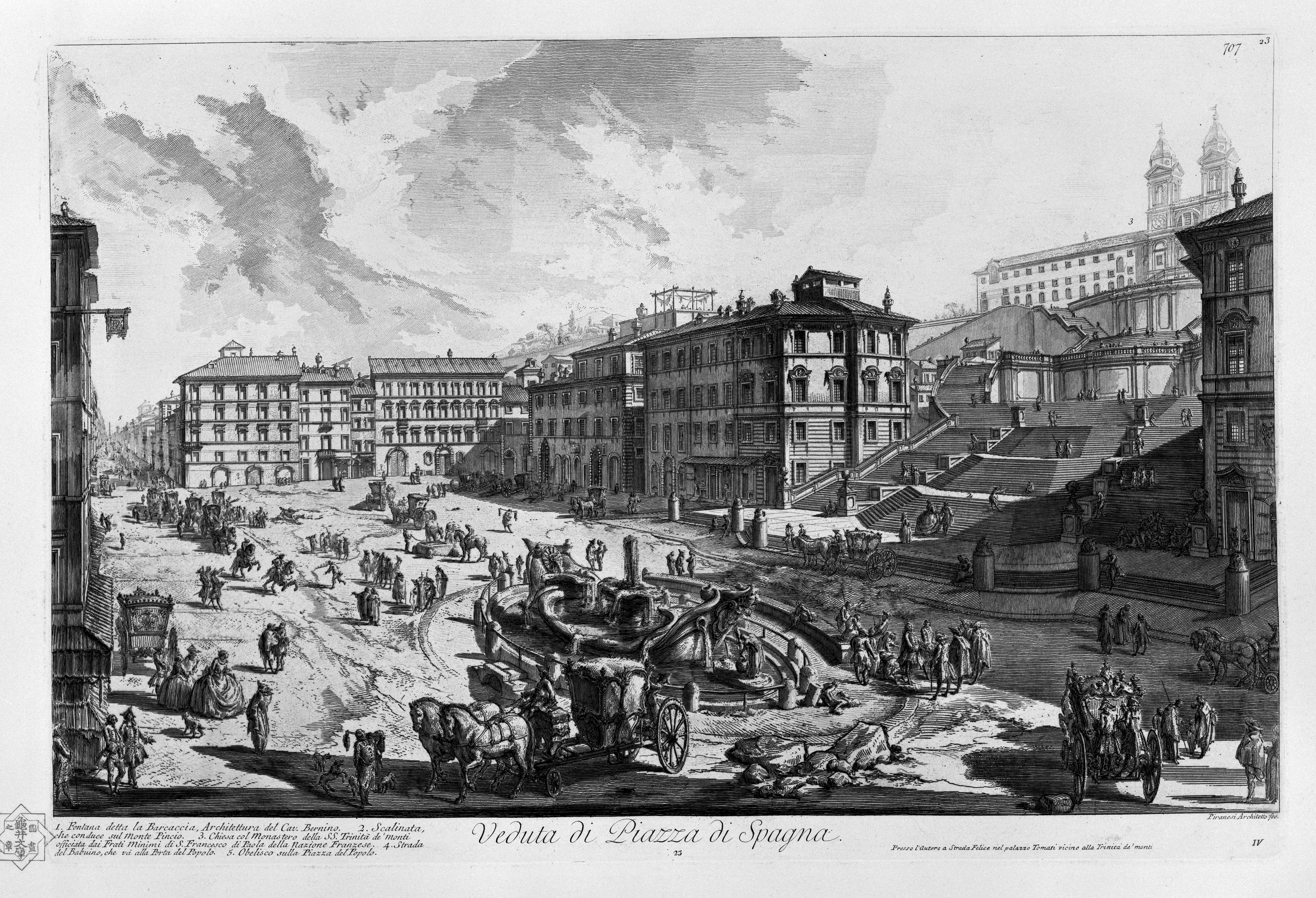
La Piazza di Spagna y la Via Condotti en un grabado de Giovanni Battista Piranesi

La plaza se encuentra en el cruce de las calles Via del Babuino (que lleva a Piazza del Popolo) desde el norte, por el oeste la Via del Condotti y por el sur la Via dei due Macelli y la Via della Propaganda, justo en el centro podemos encontrar la famosa Fuente de la Barcaza (Fontana della Barcaccia), del barroco temprano, esculpida por Pietro Bernini y su hijo, el célebre Gian Lorenzo Bernini. Al sur de la fuente, se encuentra la columna de la Inmaculada Concepción, dogma católico con especial difusión entre los católicos españoles.
En la esquina derecha de la escalinata se encuentra la casa del poeta inglés John Keats, que vivió y murió en el lugar en 1821. Hoy es un museo dedicado a él y a su amigo Percy Bysshe Shelley, ambos figuras del Romanticismo inglés.
En la parte norte de la plaza, a la izquierda de la escalinata, está la estación de metro Spagna, de la línea A, que toma su nombre de la plaza.
Cercana a esta plaza se encuentra la Via Condotti muy conocida en Roma por sus exclusivas tiendas.

## La escalinata
La monumental escalinata de 135 peldaños fue inaugurada por el papa Benedicto XIII con ocasión del Jubileo de 1725; la construcción de la misma se llevó a cabo gracias a aportaciones de la Casa de los Borbones franceses de 1721-1725 para conectar la embajada española (borbónica), de ahí el nombre de la plaza, con la iglesia de Trinità dei Monti.
Su diseño corre a cargo de Alessandro Specchi y Francesco De Sanctis, después de muchas discusiones sobre cómo salvar el desnivel del lado del Pincio, debía ser urbanizado para conectarlo a la iglesia. Finalmente se eligió la gran escalinata decorada con numerosas terrazas-jardín, que son adornadas en primavera y verano con diversas variedades florales. La escalinata se restauró en 1995.

## Embajada de España ante la Santa Sede y la Orden de Malta
La Embajada de España ante la Santa Sede se encuentra en el palacio de España o palacio Monaldeschi, ubicado en esta plaza. Este edificio viene realizando esta función desde el año 1647. Además, ejerce de embajada ante la Soberana Orden de Malta y también ante las Obras Pías de los Establecimientos Españoles en Italia. Se trata, según indican muchos, de la más antigua embajada permanente de un estado ante otro.
Existe otra Embajada española en Roma, situada en la planta primera del Palacio Borghese, la cual ejerce en este caso la representación diplomática y consular española ante Italia y la República de San Marino.

## Fontana della Barcaccia
La Fontana della Barcaccia, en español fuente de la barcaza, es una célebre escultura situada a los pies de la escalinata, obra de Pietro Bernini que debe su nombre a su parecido con un barco naufragado.
La obra se finalizó en el año 1627, según se dice inspirada por la llegada a la plaza de un barco en la inundación del Tíber en 1598. La anécdota serviría para que el papa Urbano VIII le encargase su realización a Pietro Bernini, ayudado del hijo que más tarde le sobrepasará en fama y técnica, Gian Lorenzo Bernini.
Los Bernini deberían superar algunas dificultades técnicas, debidas a la baja presión con que el agua del acueducto dell'acqua Vergine circulaba en ese punto concreto.
Dado que no era posible habilitar grifos o pequeñas cascadas, se construyó un vaso ligeramente más bajo al nivel del suelo rodeando la barca, de cuya popa y proa emergen pequeñas corrientes de agua potable.
Completan la Barcaccia, elementos decorativos con forma de soles y abejas, símbolos de la familia papal, los Barberini.
Además cuenta con unas salidas de agua de la misma barca, en su popa y su proa. Su nombre se toma del parecido que tiene con un barco naufragado. La fuente suele estar rodeada de gente sentada o haciendo fotos de la misma.
Por otro lado encontramos la original fuente de la Barcaccia de Bernini.

## Galería de imágenes

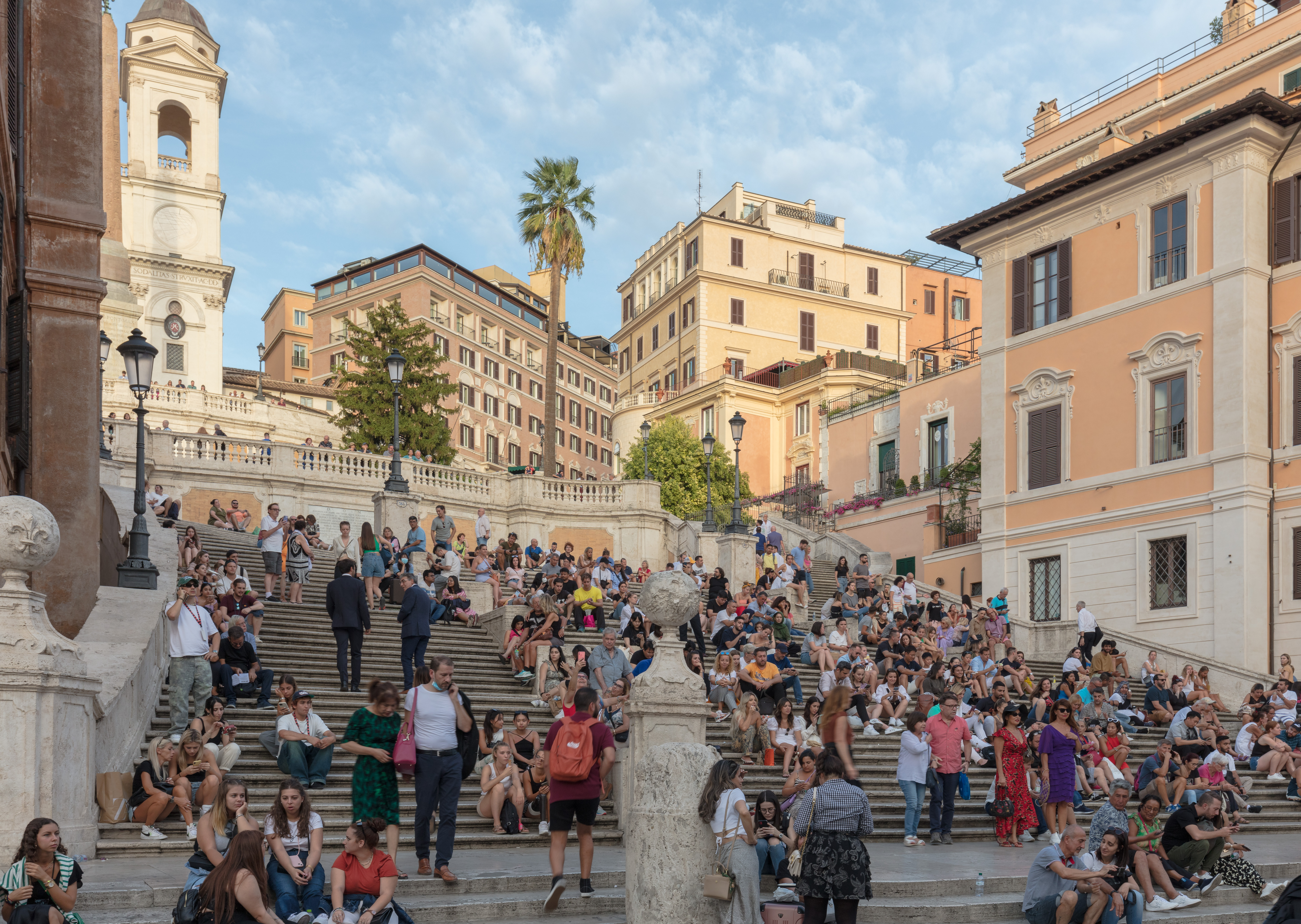
La escalinata.
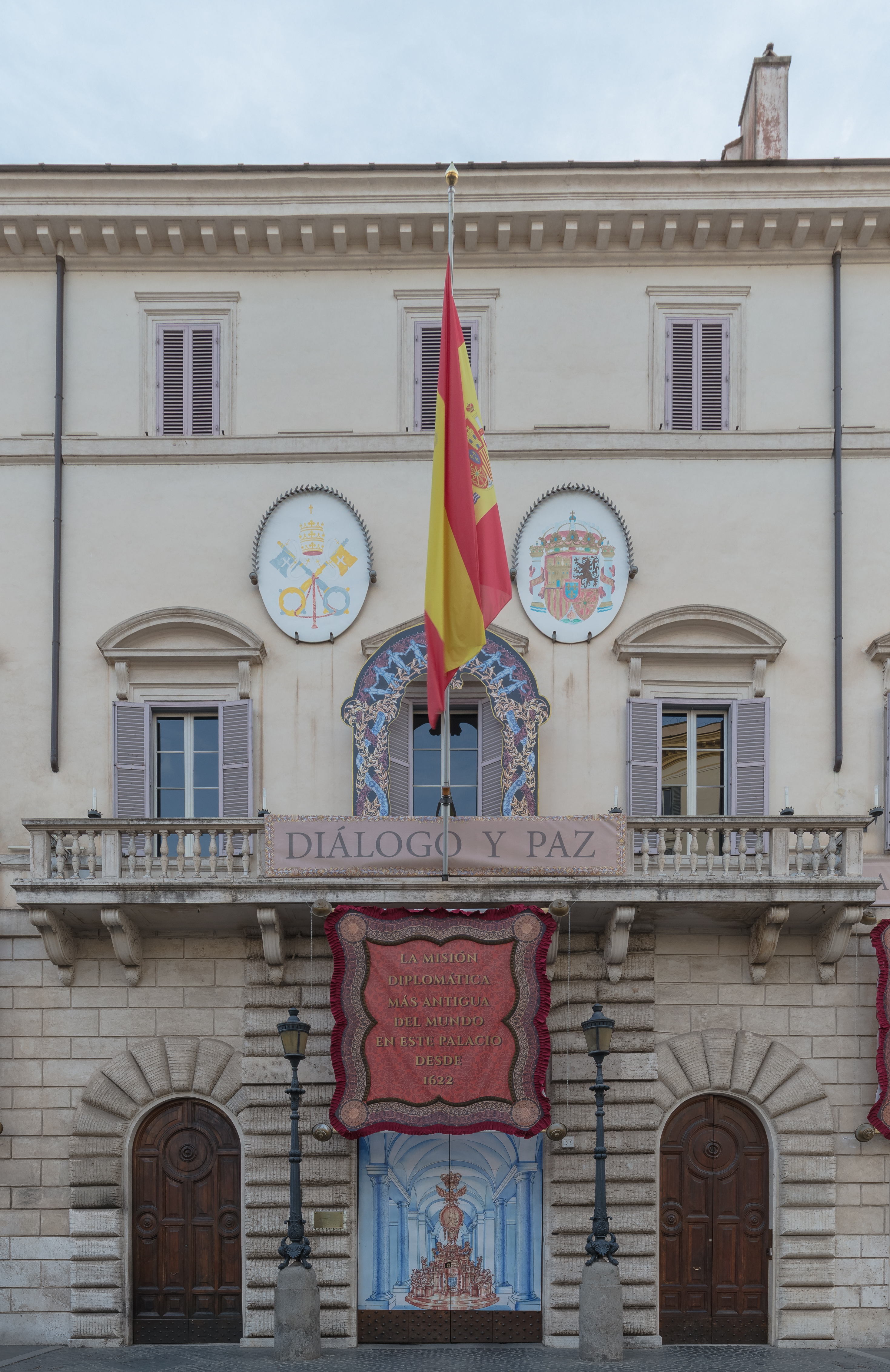
Embajada de España ante la Santa Sede, que se encuentra en la plaza de España.
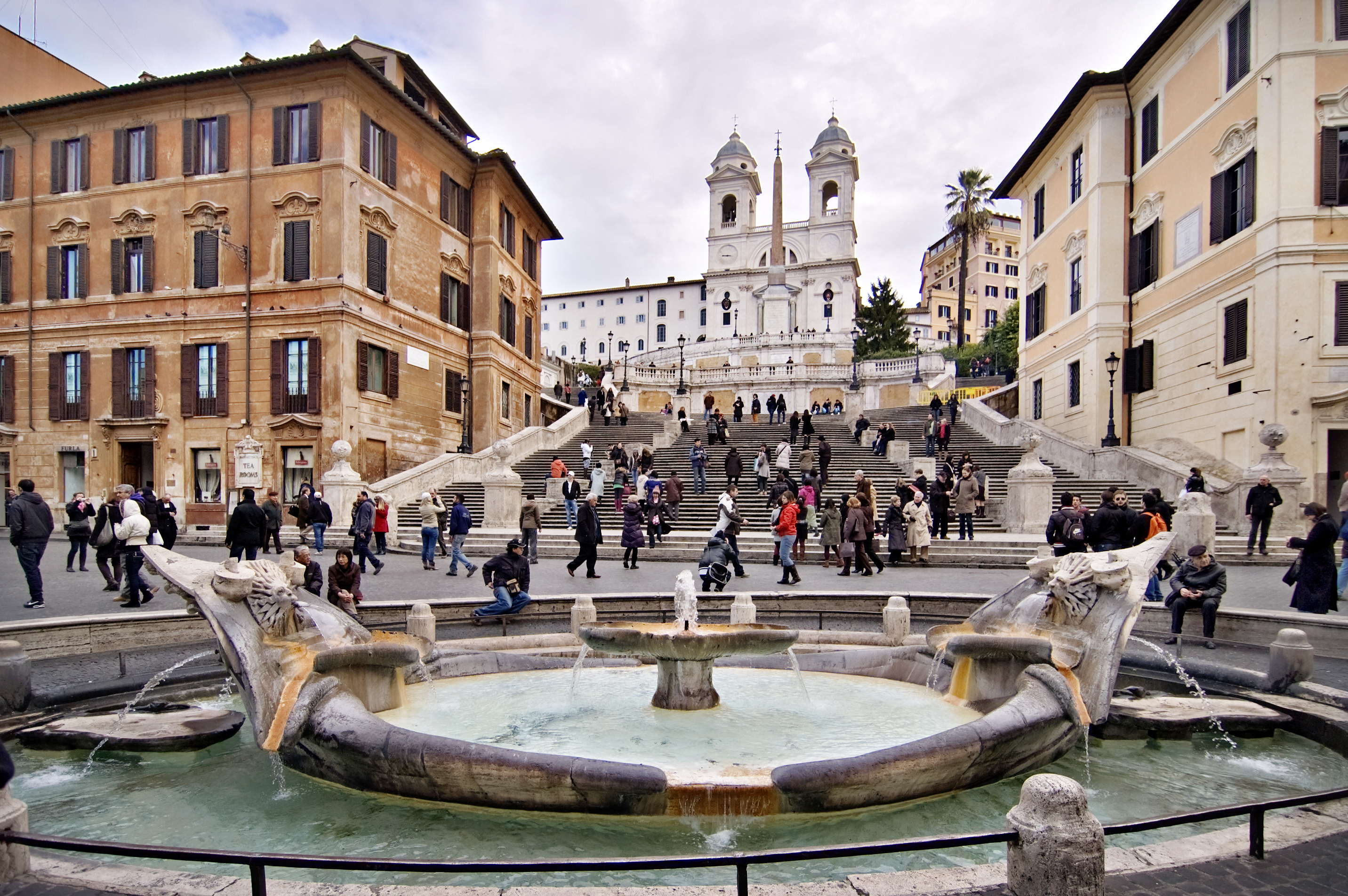
La "Barcaccia" y la escalinata de la iglesia de Trinità dei Monti.
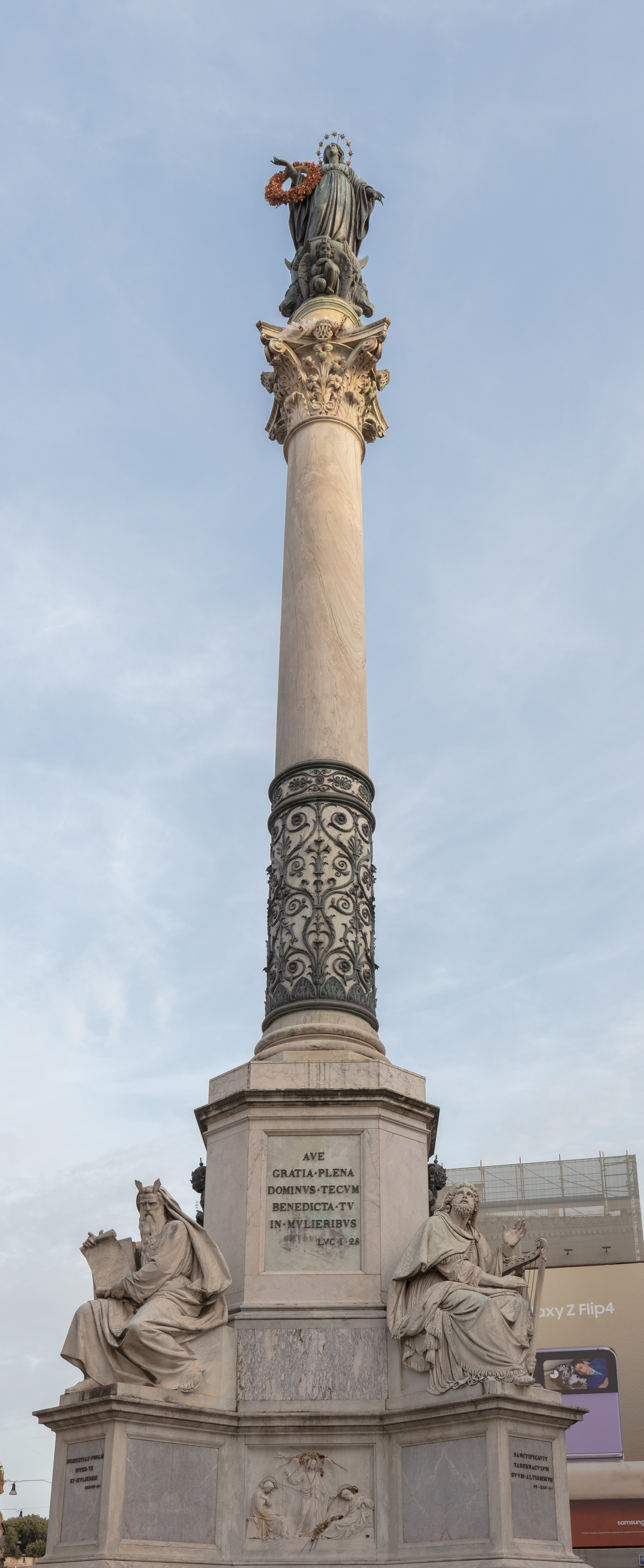
Columna de la Inmaculada.